# Peter Resetarits

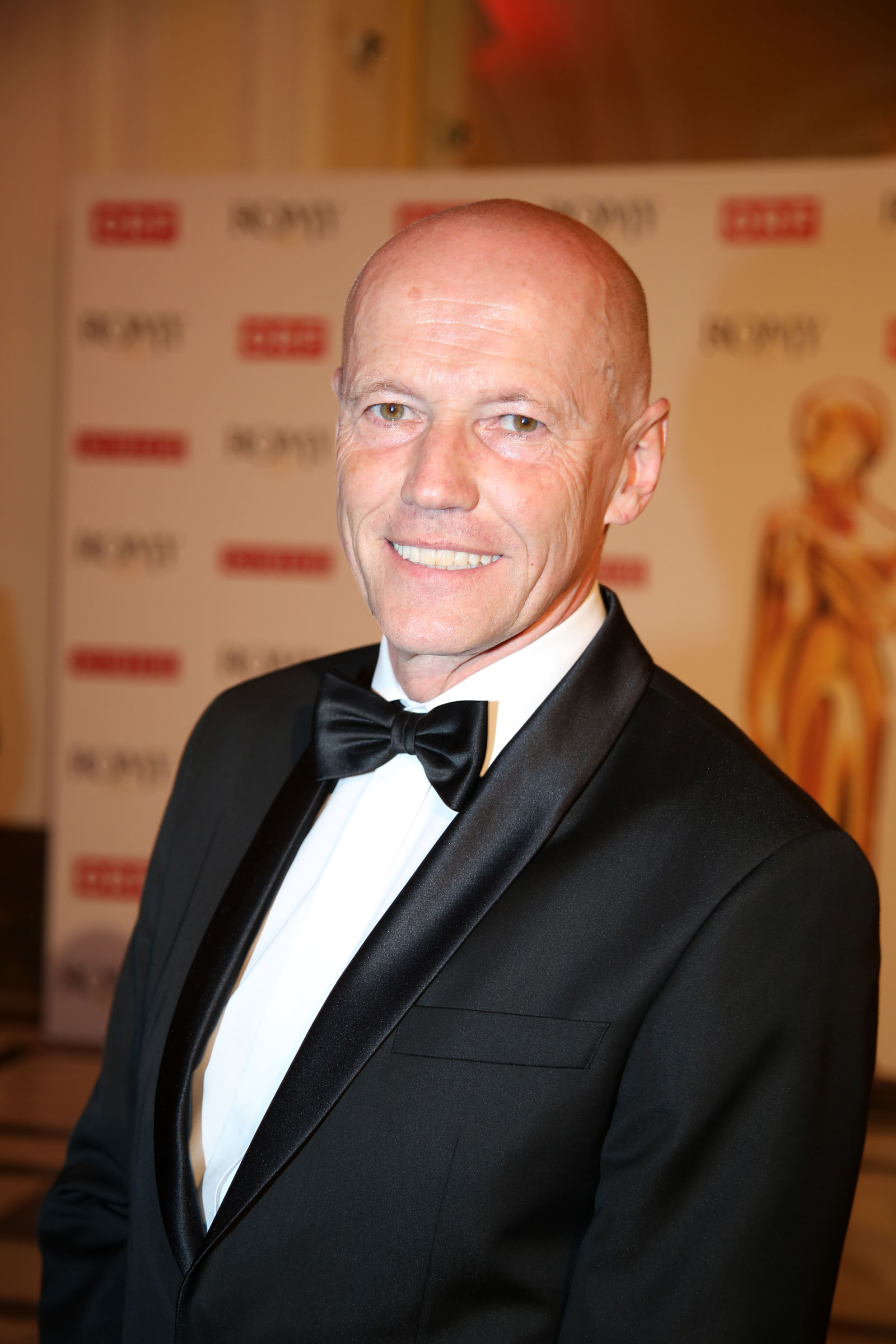
Peter Resetarits (2015)

Peter Resetarits (* 23. Februar 1960 in Wien) ist ein österreichischer Jurist, Journalist und Moderator.

## Leben
Peter Resetarits studierte Rechtswissenschaften und wurde noch während der Studienzeit Moderator beim ORF. Seine ersten Moderationen waren in Ohne Maulkorb und anderen Jugendsendungen.
Seine juristische Praxis absolvierte er an verschiedenen Wiener Gerichten. Ab 1987 entstanden für den Inlandsreport mehr als 150 Reportagen.
Seine bekanntesten Reportagen machte er ab 1995 für die Reihe Am Schauplatz. In der Reihe Schauplatz Gericht versucht er, exemplarische Rechtsfälle aus dem täglichen Leben zu schildern.
Seit 2007 moderiert er auch die wöchentliche Sendung Bürgeranwalt (früher Volksanwalt – Gleiches Recht für alle), wo einzelne Fälle, die an einen der Volksanwälte herangetragen werden, in der Öffentlichkeit diskutiert und so des Öfteren wirkungsvoller für die Betroffenen gelöst werden können.
Im Jahr 2014 moderierte er die ORF-Sommergespräche mit allen Parteichefs der im Parlament vertretenen Fraktionen.

## Privates
Resetarits war mit der ehemaligen Moderatorin und Politikerin Karin Resetarits verheiratet; aus dieser Ehe stammen zwei Söhne. Er ist seit 2006 mit der Journalistin Claudia Schanza verheiratet. Peter Resetarits ist der jüngste Bruder von Kabarettist und Sänger Willi Resetarits (Ostbahn-Kurti) (1948–2022) und Kabarettist und Schauspieler Lukas Resetarits (* 1947); sie sind Burgenlandkroaten.

## Auszeichnungen
- 1995 – Claus Gatterer-Preis
- 1995 – Volksbildungspreis
- 2000 – Romy – Preis der Jury
- 2002 – Journalistenpreis des Juridisch-politischen Lesevereins
- 2010 – Burgenländischer Journalistenpreis des „Club Burgenland“[2]
- 2010 – Concordia-Preis für Menschenrechte
- 2013 – Romy – Beliebtester Moderator – Information
- 2015 – Berufstitel Professor[3]

## Publikationen
- Mein großer Rechts-Berater. Linde Verlag, Wien 2007, ISBN 978-3-7093-0183-8.
- Der Vorsorge-Berater. Linde Verlag, Wien 2007, ISBN 978-3-7093-0115-9.
- Mein Nachbar nervt. Linde Verlag, Wien 2009, ISBN 978-3-7093-0219-4.
- Wenn die Erben streiten. Linde Verlag, Wien 2011, ISBN 978-3-7093-0307-8.
- Ratgeber für Alleinerziehende. Linde Verlag, Wien 2017, ISBN 978-3-7093-0327-6.